# Vadim Hotineanu
Vadim Hotineanu (n. 1 octombrie 1950, Telenești) este un medic chirurg din Republica Moldova. Între anii 1949-1956 s-a aflat în exil la Kîzîl-Orda, unde a fost deportat cu părinții. În anul 1967 a absolvit școala medie din Telenești cu medalie de aur. Membru ULCT(1964-1978). În anul 1974 a absolvit Institutul de medicină din Chișinău. Membru PCUS(1977-1991). A trecut toate treptele carierei didactice și medicale:
- Asistent de catedră
- Doctor în medicină
- Conferențiar
- Șef de secție
- Dr. Habilitat în medicină
- Profesor universitar
- Ministru-adjunct al Ocrotirii sănătății (în perioada președinției lui Petru Lucinschi)
- Minsitru al ocrotirii sănătății (în guvernul Vladimir Filat)

## Opera
- Biblioteca Națională a Republicii Moldova[nefuncțională]